# Sokolka
Sokolka (Соколка en rus) - és un poble de l'óblast de Penza, a Rússia, que el 2007 tenia 698 habitants.